# 儒林外史
《儒林外史》，中國清代章回小說、長篇反諷小說。全书共五十六回，约40万字，涉及近二百个人物，描写了明朝时期科举制度下读书人的功名和生活。作者吴敬梓，花了十幾年時間完成。

## 主題
《儒林外史》是中国文学史上一部杰出的现实主义的长篇反讽小说，令人「百讀不厭。」《儒林外史》所写内容，假托明朝，实为清朝，而且十之八九的人物都实有其人。它真实地描绘了清朝时期知识分子生活的沉浮，境遇的顺逆，功名的得失，仕途的升降，情操的高尚与卑劣，理想的倡导与破灭，出路的探索与追寻。
吴敬梓以对待功名富贵的态度来肯定或否定书中人物，如匡超人假造文书，捉刀代考，却被温州学政“把他题了优行，贡入太学肄业”，严贡生无恶不作，卻被前任周学台推举为“优行”；作者无情地鞭挞丑恶事物時，同時也歌颂少數幾位正面人物，王冕是書中的第一流人物，为人“嶔崎磊落”，庄绍光追求“以礼乐化俗”、“以德化人”，牛老爹和卜老爹也是作者所歌頌的。程晋芳在《怀人诗》稱：“外史记儒林，刻划何工妍；吾为斯人悲，竟以稗史传！”
吳敬梓在《儒林外史》之中，運用樸素、靈活、幽默的本地方性的語言，撰寫了科舉制度的腐朽黑暗、假名士的庸俗不堪、貪官污吏的卑鄙刻薄、社會窳敗。胡適形容本書：「……國家天天掛著孔孟的招牌，其實不許人說孔孟的話，也不要人實行孔孟的教訓，只要人念八股文，做試帖詩；其餘的『文行出處』都可以不講究，講究了又『哪個給你官做？』」

## 取材
儒林外史中有不少是史實，部分人物真實存在于歷史。如寫「王冕畫荷賣錢養母」，其中主角王冕是真有其人，其事也是真有其事。晚清名士张文虎嗜讀《儒林外史》，同治十二年（1873年），張文虎以“天目山樵”為名開始評點《儒林外史》。张文虎以為《儒林外史》第三十回杜慎卿厭惡婦人的話出於蕭詧事；《儒林外史》第三十六回写孝子郭力赴西川寻父事，张文虎以為郭孝子原型为李保泰《啬生文集·胡孝子寻亲记》之胡孝子，第三十八回郭孝子喷嚏吓虎則出于《朝野佥载》。张文虎還考出湯奏的原型為吴敬梓的朋友楊凱，荀玫的原型“疑是姓盧”，平步青進一步指明是盧見曾。
季羨林指出《儒林外史》第八回的蘧公子道：“是戥子声，算盘声，板子声。”與尤侗《艮斋杂记》、褚人获《坚瓠集》十集卷一中袁箨庵的故事雷同。《儒林外史》第四十回和第四十一回写的女诗人沈琼枝與《随园诗话》卷四雷同。《儒林外史》第五十三回與《酉阳杂俎》卷一雷同。

## 人物舉隅
严贡生，字蘇成。是广东省高要县的一位贡生，严监生之兄。书中第六回描写他虽然系“优贡”，却横行乡里。他强圈已经强卖给邻居王小二的猪，并打伤前来讨要的王小二哥哥的腿。他又讹诈黄梦统，虽然并没有借给银子，却硬要偿付大半年的利息，并强夺黄老汉的驴和米。两人告到知县那里，严贡生避往省城。严贡生与新婚的儿子儿媳自省城回家，却将吃剩的几片云片糕说成治疗晕船的贵重药物，以此恐吓船家，赖掉船费。严监生死后，他又欺凌守寡又丧子的弟妇赵氏，让他新婚的二儿子继承弟弟的产业。
沈琼枝，扬州才女，善诗书，因不愿為妾，逃到南京，但不幸被人捉到了衙门。《儒林外史》在第四十回及四十一回對沈琼枝的逃婚行为大加称赞。其原型为袁枚审议松江才女张宛玉逃婚一案。

## 回目
| - 第 一 回 说楔子敷陈大义 借名流隐括全文 - 第 二 回 王孝廉村学识同科 周蒙师暮年登上第 - 第 三 回 周学道校士拔真才 胡屠户行凶闹捷报 - 第 四 回 荐亡斋和尚吃官司 打秋风乡绅遭横事 - 第 五 回 王秀才议立偏房 严监生疾终正寝 - 第 六 回 乡绅发病闹船家 寡妇含冤控大伯 - 第 七 回 范学道视学报师恩 王员外立朝敦友谊 - 第 八 回 王观察穷途逢世好 娄公子故里遇贫交 - 第 九 回 娄公子捐金赎朋友 刘守备冒姓打船家 - 第 十 回 鲁翰林怜才择婿 蘧公孙富室招亲 - 第 十一回 鲁小姐制义难新郎 杨司训相府荐贤士 - 第 十二回 名士大宴莺豆湖 侠客虚设人头会 - 第 十三回 蘧先夫求贤问业 马纯上仗义疏财 - 第 十四回 蘧公孙书坊送良友 马秀才山洞遇神仙 - 第 十五回 葬神仙马秀才送丧 思父母匡童生尽孝 - 第 十六回 大柳庄孝子事亲 乐清县贤宰爱士 - 第 十七回 匡秀才重游旧地 赵医生高踞诗坛 - 第 十八回 约诗会名士携匡二 访朋友书店会潘三 - 第 十九回 匡超人幸得良朋 潘自业横遭祸事 - 第二十 回 匡超人高兴长安道 牛布衣客死芜湖关 - 第二十一回 冒姓字小子求名 念亲戚老夫卧病 - 第二十二回 认祖孙玉圃联宗 爱交游雪斋留客 - 第二十三回 发阴私诗人被打 叹老景寡妇寻夫 - 第二十四回 牛浦郎牵连多讼事 鲍文卿整理旧生涯 - 第二十五回 鲍文卿南京遇旧 倪廷玺安庆招亲 - 第二十六回 向观察升宫哭友 鲍廷玺丧父娶妻 - 第二十七回 王太太夫妻反目 倪廷珠兄弟相逢 - 第二十八回 季苇萧扬州入赘 萧金铉白下选书 - 第二十九回 诸葛佑僧寮遇友 杜慎卿江郡纳姬 - 第三十 回 爱少俊访友神乐观 逞风流高会莫愁湖 - 第三十一回 天长县同访豪杰 赐书楼大醉高朋 - 第三十二回 杜少卿平居豪举 娄焕文临去遗言 - 第三十三回 杜少卿夫妇游山 迟横山朋友议礼 - 第三十四回 议礼乐名流访友 备弓旌天子招贤 - 第三十五回 圣天子求贤问道 庄征君辞爵还家 - 第三十六回 常熟县真儒降生 泰伯祠名贤主祭 - 第三十七回 祭先圣南京修礼 送孝子西蜀寻亲 - 第三十八回 郭孝子深山遇虎 甘露僧狭路逢仇 - 第三十九回 萧云仙救难明月岭 平少保奏凯青枫城 - 第四十 回 萧云仙广武山赏雪 沈琼枝利涉桥卖文 - 第四十一回 庄濯江话旧秦淮河 沈琼枝押解江都县 - 第四十二回 公子妓院说科场 家人苗疆报信息 - 第四十三回 野羊塘将军大战 歌舞地酋长劫营 - 第四十四回 汤总镇成功归故乡 余明经把酒问葬事 - 第四十五回 敦友谊代兄受过 讲堪舆回家葬亲 - 第四十六回 三山门贤人饯别 五河县势利熏心 - 第四十七回 虞秀才重修元武阁 方盐商大闹节孝祠 - 第四十八回 徽州府烈妇殉夫 泰伯祠遗贤感旧 - 第四十九回 翰林高谈龙虎榜 中书冒占凤凰池 - 第五十 回 假官员当街出丑 真义气代友求名 - 第五十一回 少妇骗人折风月 壮士高兴试官刑 - 第五十二回 比武艺公子伤身 毁厅堂英雄讨债 - 第五十三回 国公府雪夜留宾 来宾楼灯花惊梦 - 第五十四回 病佳人青楼算命 呆名士妓馆献诗 - 第五十五回 添四客述往思来 弹一曲高山流水 - 第五十六回 神宗帝下诏旌贤 刘尚书奉旨承祭 |

## 藝術成就
《儒林外史》是中國小說史上第一部蛻盡「話本」文學痕跡的長篇小說，由一連串短篇、中篇性質的「段落」連綴組合而成。每個段落有大量精彩情節，全書主題明確，「雖云長篇，形同短製」。
《儒林外史》是中國反諷小說中的傑作，運用反諷文學的手法，對當時傳統社會的科舉制度和「吃人」的禮教，以至官僚政治、社會風氣、人倫關係、風俗習慣等等，作出無情的抨擊和揭露；嘻笑怒罵，淋漓酣暢。
《儒林外史》能反映當時的社會現實，並深刻地反映人性，取材於耳聞目見的實際的日常生活，是不朽的現實主義作品，一掃過去小說中那些神鬼的荒誕，玄虛縹緲的奇談以及因果輪迴的迷信。書中成功地刻畫出許多鮮明概括的反面典型，和一些正面人物，提高女性地位（如第37回）。作者把希望寄託於古代的「純儒」，有「戀舊」氣味。
《儒林外史》長於描寫人物心理，往往通過同一人物的矛盾言行，展現其虛偽與矯飾，並善於使用帶反諷的誇張手法，描繪人物的過份言行，暴露他們的醜態，又長於以人物與人物作對比。小說文筆生動，語言洗煉，鮮用土語方言，是國語的文學，善用口語，切合人物身分，語彙豐富傳神。
《儒林外史》對清朝時期的小說，有很大影響，儘管此書一開始並無預先設計的結構。特色是结构鬆散，没有贯穿首尾的主干，“事与其来俱起，亦与其去俱讫”。
胡適指出，“这部书是一种反讽小说，颇带一点写实主义的技术，既没有神怪的话，又很少英雄儿女的话。况且书裡的人物又都是儒林中人，谈什么举业、选政，都不是普通一般人能了解的。因此，第一流小说之中，《儒林外史》的流行最不广”。對鞭笞社會不公，提昇人民自主思想，有一定意義。並且，對現代反諷文學有深刻的啟迪。

## 刻本與真偽
《儒林外史》原本仅55回。根据程晋芳《怀人诗》，可以证明在吴敬梓49岁（1750年）的时候已经脱稿，但是直到作者死后十多年，金兆燕官揚州府學教授時，將《儒林外史》刊刻印行，“人争传写之”。这个刻本，今已失传。
现存最早的刻本是嘉庆八年（1803年）镌刻的卧闲草堂本。现在通行的刻本是56回，其中最末一回部份的學者認為是后人伪作。

## 評價

### 贊揚
鲁迅《中国小说史略》给予高度评价，“于是说部中乃始有足称反讽之书”，“是后亦鲜有以公心讽世之书如《儒林外史》者”。鲁迅還在《中国小说的历史变迁》评价：“反讽小说从《儒林外史》而后，就可以谓之绝响。”
夏志清在《中國古典小說史論》第六章《儒林外史》談到“儘管《儒林》算是一部重要的反映文人學士的小說，但如果從作者對他所處的那個時代熙熙攘攘的世界所作的五光十色的描繪這方面來看，它似乎更應是一部風俗喜劇。”胡適認為後來的晚清譴責小說，如《二十年目睹之怪現狀》、《官場現形記》、《老殘遊記》、《孽海花》以及《海上花列传》，都是繼承《儒林外史》的餘緒。

### 批評
對《儒林外史》提出批評者也不少，有學者指出《儒林外史》第十二回张铁臂吹嘘自己能将“囊中之物，加上我的药末，顷刻化为水，毛发不存矣。”的故事完全抄自冯翊的《桂苑丛谈》“崔、张自称侠”一条。錢鍾書說：“中國舊小說巨構中，《儒林外史》蹈襲依傍處最多。”同時錢鍾書指出：“近人論吳敬梓者，頗多過情之譽。”据考，第七回有二处，第十三回一处，第十四回一处，第四十六回一处。沿袭的有情节，也有对话。另有袭用古人诗句处。

## 翻譯
《儒林外史》已被翻譯成英、法、德、俄、日、等國家的文字。可作为全世界了解中國科举制度的一部活的生動的参考。

## 作為教材
《范進中舉》一文是《儒林外史》的知名故事，內容取自本書第三回「周學道校士拔真才，胡屠戶行凶鬧捷報」。是一名窮苦的讀書人范進因屢試不中，受盡岳父欺凌與羞辱，一夕考取舉人了，卻因為太過歡喜而瘋狂，後來岳父把范進罵的毫無面子，試圖讓他不要這麼瘋癲。岳父雖救了范進，卻屢屢道歉，恭敬異常，更認為范進是天上文曲星轉世，更怕因為打了范進，死後被閻羅王打入十八層地獄。故事充滿反諷，非常滑稽可笑。
在中国大陆，《范进中举》被选入人教版的语文九年级上册（ISBN 9787107165726 (2003版)，ISBN 9787107328053 (2018版)）
在台湾，所有的國中國文課本亦選錄《王冕的少年時代》為教材，內容取本書第一回「說楔子敷陳大義，借名流隱括全文」。

## 語言學研究
該書第一回有這麼一句“这人姓王名冕，在诸暨县乡村里住，七岁上死了父亲，……”，這句話被簡稱為“王冕死了父親”，是漢語語法研究爭論的重要對象。

### 引用
1. ↑   (PDF). 香港教育局.   [2021-06-19]. （原始内容 (PDF)存档于2022-01-20）.
2. ↑  鄧蕙瑩. . 2018  [2021-06-19]. （原始内容存档于2021-06-24）.
3. ↑  黃安謹《〈儒林外史〉新評》的序言說：“《儒林外史》一書，蓋出雍乾之際，我皖南北人多好之。以其頗涉大江南北風俗事故，又所記大抵日用常情，無虛無縹緲之談；所指之人，蓋都可得之，似是而非，似非而或是，故愛之者幾百讀不厭。”（1885年上海寶文閣刊本“天目山樵戲筆”《〈儒林外史〉新評》）
4. ↑  闲斋老人《〈儒林外史〉序》：“其书以功名富贵为一篇之骨：有心艳功名富贵而媚人下人者；有依仗功名富贵而骄人傲人者；有假托无意功名富贵自以为高，被人看破耻笑者，终乃以辞却功名富贵，品地最上一层为中流砥柱。”
5. ↑  朱仰东.  (PDF). 2013  [2021-06-19]. （原始内容 (PDF)存档于2022-04-07）.
6. ↑  庞海东.  (PDF). 2015  [2021-06-19]. （原始内容 (PDF)存档于2021-06-24）.
7. ↑  詹西陵.  (PDF). 1984  [2021-06-19]. （原始内容 (PDF)存档于2021-06-19）.
8. ↑  李蕙君.  (PDF). 2010年7月1日  [2021年6月19日]. （原始内容 (PDF)存档于2021年6月24日）.
9. ↑  黃慧玲.  (PDF). 2003  [2021-06-19]. （原始内容 (PDF)存档于2021-06-24）.
10. ↑  劉育如.  (PDF). 2015  [2021-06-19]. （原始内容 (PDF)存档于2021-06-24）.
11. ↑  张治.  (PDF). 2012. （原始内容存档 (PDF)于2019）.
12. ↑  何秀娟.  (PDF).[]
13. ↑  王日根.  (PDF).   [2021-06-19]. （原始内容 (PDF)存档于2021-06-24）.
14. ↑  張麗珠.  (PDF). 《文學新鑰》第二期. 2004年7月. （原始内容存档 (PDF)于2021）.
15. ↑   (PDF). 山西教育出版社. 1998年6月. （原始内容存档 (PDF)于2021）.
16. ↑  金克木.  (PDF). 年份不詳. （原始内容存档 (PDF)于2021）.
17. ↑  刘咸炘《校雠述林》卷4《小说裁论》：“好坐茶寮，人或疑之，曰：‘吾温《儒林外史》也。’”
18. ↑  《季羡林说国学》：〈《儒林外史》取材的来源〉
19. ↑  《同体异形:严监生、严贡生比较论》，江西社会科学，2009年10期
20. ↑  〔清〕吴敬梓.  (PDF). 1750年. （原始内容存档 (PDF)于2021）.
21. ↑  〔清〕吴敬梓.  (PDF). 1750年. （原始内容存档 (PDF)于2021）.
22. ↑  鄭博元.  (PDF). 2020  [2021-06-19]. （原始内容 (PDF)存档于2021-06-24）.
23. ↑   (PDF). 遠東學報. 2004  [2021-06-19]. （原始内容 (PDF)存档于2022-04-07）.
24. ↑   (PDF). 中国电影出版社. 2001  [2021-06-19]. （原始内容 (PDF)存档于2021-06-24）.
25. ↑  夏志清《中国古典小说导论。儒林外史》所说：其“第三部分（第三十七回至五十四回）由一组形形色色的故事混杂而成，没有明确的构思。……总的看来，这一部分留给人们一个严重的不匀称的印象。”
26. ↑  鲁迅《中国小说史略》
27. ↑  程晋芳在《文木先生传》中记为“五十卷”，胡适《吴敬梓年谱》认为除“幽榜”一回为后人“妄增”外，“馀下的五十五回之中，大概还有后人增加的五回”。
28. ↑  《春帆集》收《怀人诗》十餘首，有一首注：“全椒吴敬梓字敏轩。”詩曰：“外史纪儒林，刻画何工妍！吾为斯人悲，竟以稗说传。”
29. ↑  程晋芳《文木先生传》
30. ↑  《五十年來中國之文學》
31. ↑  陈四益：《“人头会”传奇》
32. ↑  錢鍾書的上海《小說識小》：“杜慎卿访来霞士事，本之朱国桢《涌幢小品》卷三，或《坚觚集》；第七回陈和甫讲李梦阳扶乩本之周密《齐东野语》；第十三回马二先生与蘧公孙论作八股文道始于王充《论衡》和《传灯录》卷七白居易问惟宽禅师；《儒林外史》第十四回马二先生游西湖，本于陆次云《湖壖杂记·片石居》一条；杜慎卿隔屋闻女人臭气乃《周书》卷四十八萧察语；杜慎卿访来霞士事本之《枣林杂俎》。”
33. ↑  李国涛：〈随人也说钱与鲁〉
34. ↑  .   [2018-12-02]. （原始内容存档于2020-12-01）.
35. ↑  .   [2018-12-02]. （原始内容存档于2020-09-18）.
36. ↑  .   [2018-12-02]. （原始内容存档于2020-12-01）.

## 延伸阅读
[在维基数据编辑]
 在维基文库阅读本作品原文